# Jeff Ulmer
Jeffrey „Jeff“ Ulmer (* 27. April 1977 in Wilcox, Saskatchewan) ist ein ehemaliger kanadischer Eishockeyspieler und derzeitiger -trainer, der über viele Jahre in den nordamerikanischen Minor Leagues und in Europa aktiv war. Seit der Saison 2024/25 ist er als Assistenztrainer der San Jose Sharks in der National Hockey League aktiv. Sein Bruder Jason war ebenfalls professioneller Eishockeyspieler.

## Karriere
Jeff Ulmer spielte ab seinem dritten Lebensjahr Eishockey. Bei den Notre Dame Hounds in der Saskatchewan Junior Hockey League (SJHL) stand der Stürmer in der Saison 1994/95 und erzielte dort in 64 Spielen 25 Tore sowie 35 Assists und brachte es somit auf 60 Scorerpunkte. Von 1995 bis 1999 spielte der Kanadier für die University of North Dakota in der National Collegiate Athletic Association (NCAA), wo er in insgesamt 135 Spielen 85 Scorerpunkte erreichte.

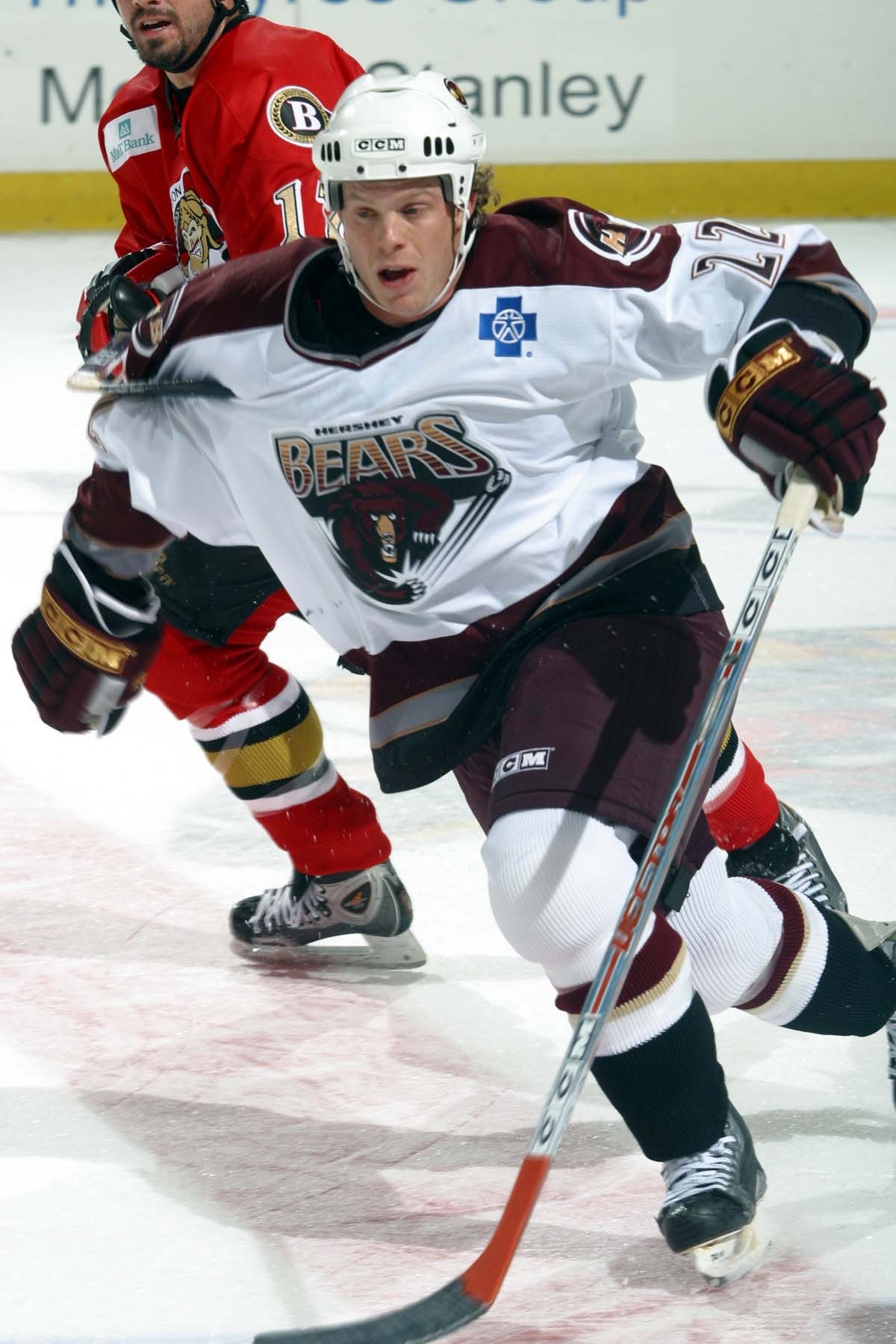
Ulmer im Trikot der Hershey Bears (2004)

Im Spieljahr 1999/2000 kam Ulmer zu fünf Einsätzen für die Houston Aeros aus der International Hockey League (IHL), in denen er ein Tor erzielte, sowie 11 Spiele in den Playoffs, in denen er nochmal zwei Tore und vier Assists beisteuerte. In derselben Saison absolvierte der Rechtsschütze 48 Spiele im Team Canada und brachte es dort auf 14 Tore und 25 Assists. Die Saison 2000/01 bestritt Ulmer für das Hartford Wolf Pack aus der American Hockey League (AHL). In 48 Spielen erzielte er elf Tore und 14 Assists und brachte es zusätzlich auch auf 21 Einsätze für die New York Rangers in der National Hockey League (NHL), wo ihm drei Tore gelangen. Von 2001 bis 2005 spielte der Angreifer für drei verschiedene AHL-Teams, die Grand Rapids Griffins, Binghamton Senators und Hershey Bears. Zudem lief er in Europa für die Cardiff Devils aus der britischen Elite Ice Hockey League (EIHL) und Rauman Lukko aus der finnischen SM-liiga auf. In dieser Zeit erzielte Jeff Ulmer in 253 Spielen 136 Scorerpunkte, darunter 61 Tore. Er erreichte in drei Jahren mit seinem jeweiligen Team die Play-offs und spielte so zusätzliche 22 Partien, in denen er zwei Assists verbuchen konnte.
Für die Saison 2005/06 wechselte Jeff Ulmer von den Hershey Bears für ein Jahr zu seiner ersten DEL-Station, den Hamburg Freezers. Dort erzielte der Stürmer in der Hauptrunde in 51 Spielen 38 Scorerpunkte. In den sechs Playoff-Spielen erzielte der Kanadier noch einmal zwei Tore und vier Assists. Bei den Freezers war Jeff Ulmer neben François Fortier bester Torjäger. Zur Saison 2006/07 unterschrieb er einen Einjahresvertrag beim Ligakonkurrenten Frankfurt Lions, wo der Kanadier zusammen mit Chris Taylor und Patrick Lebeau die erste Sturmreihe bildete. Er erzielte 22 Tore und 16 Vorlagen sowie in den Playoffs nochmals drei Tore und zwei Vorlagen. In der Spielzeit 2007/08 spielte Ulmer ebenfalls bei den Frankfurt Lions, mit denen er bis in das Halbfinale vordrang, schließlich aber an den Kölner Haien scheiterte. Er fungierte die Saison als Rechtsaußen neben Center Chris Taylor und Linksaußen Jason Young. Im Powerplay wurde er oft als Verteidiger eingesetzt. Er erzielte in der Hauptrunde 20 Tore und 33 Vorlagen. Zudem steuerte er in den Playoffs nochmals vier Tore und sechs Vorlagen bei.
Über den HK Dinamo Minsk aus der Kontinentalen Hockey-Liga (KHL) und den Schweizer Erstligisten Fribourg-Gottéron kam der Angreifer im November 2008 zu MODO Hockey in die schwedische Elitserien, wo er die Saison 2008/09 auch beendete. Im Mai 2009 unterschrieb der Angreifer einen Einjahresvertrag bei den Frankfurt Lions in der DEL und wurde Topscorer der Saison 2009/10. Nach der Auflösung der Lions im Sommer 2010 wechselte der Kanadier erneut nach Russland und wurde von Metallurg Nowokusnezk verpflichtet, wechselte allerdings noch während der Saison in die schwedische Elitserien zum Linköping HC. Zur Saison 2011/12 erhielt er einen Vertrag bei den DEG Metro Stars aus der DEL, der nach der Spielzeit nicht verlängert wurde. Nach einigen Monaten ohne Verein wurde Ulmer im Januar 2013 vom finnischen Erstligisten Tappara verpflichtet, ehe der Rechtsschütze nur kurze Zeit später zum NLB-Team Lausanne HC in die Schweiz transferiert wurde.
Zur Saison 2013/14 erfolgte ein Wechsel in die österreichische Erste Bank Eishockey Liga (EBEL), wo Ulmer zunächst beim slowenischen Klub HDD Olimpija Ljubljana spielte und ab Dezember 2013 beim HC Innsbruck aufs Eis ging. Dort besaß der Kanadier zunächst einen Vertrag bis zum Ende der Saison 2014/15 und spielte letztlich bis 2016 für Innsbruck. Zur Saison 2016/17 veränderte er sich nach Schottland und unterschrieb im Juli 2016 bei den Braehead Clan aus der britischen EIHL. Mitte Oktober 2016 trennten sich Ulmer und der Verein in beiderseitigem Einvernehmen. Wenige Tage darauf schloss er sich dem dänischen Erstligisten Frederikshavn White Hawks an und erhielt dort zunächst einen Probevertrag, ehe er Anfang November einen Vertrag bis zum Ende der Saison 2016/17 unterzeichnete. Nach einer weiteren Saison in Österreich beim EHC Lustenau beendete Ulmer seine Karriere im Juni 2018.
Anschließend war Ulmer zwei Jahre als Skill Development Coordinator im Trainerstab der Arizona Coyotes aus der NHL tätig, bevor er zur Saison 2021/22 als Assistenztrainer bei den Abbotsford Canucks in der AHL angestellt wurde. Nach drei Jahren in dieser Funktion wechselte er im Sommer 2024 zu den San Jose Sharks in die NHL, wo er als neuer Assistent von Cheftrainer Ryan Warsofsky verpflichtet wurde.

## Erfolge und Auszeichnungen
- 1997 Broadmoor-Trophy-Gewinn mit der University of North Dakota
- 1997 NCAA-Division-I-Championship mit der University of North Dakota
- 2010 Topscorer der DEL-Hauptrunde
- 2013 Meister der NLB und Aufstieg in die NLA mit dem Lausanne HC

## Karrierestatistik
(Legende zur Spielerstatistik: Sp oder GP = absolvierte Spiele; T oder G = erzielte Tore; V oder A = erzielte Assists; Pkt oder Pts = erzielte Scorerpunkte; SM oder PIM = erhaltene Strafminuten; +/− = Plus/Minus-Bilanz; PP = erzielte Überzahltore; SH = erzielte Unterzahltore; GW = erzielte Siegtore; 1 Play-downs/Relegation; Kursiv: Statistik nicht vollständig)